# 和平公園 (新北市)
和平公園，位於中華民國新北市淡水區紅毛城及滬尾砲台之間，為1884年清法戰爭古戰場。現今地址為淡水區中正路一段6巷。

## 園內景物
- 青蛙布朗石雕
- 和平紀念碑
- 入口意象牌樓
- 忠烈祠
- 研習中心
- 一滴水紀念館
- 觀景台
- 櫻花庭園
- 台灣高爾夫球場